# Liste der Nummer-eins-Hits in Argentinien (2024)
Diese Liste der Nummer-eins-Hits in Argentinien 2024 basiert auf den offiziellen Chartlisten der Cámara Argentina de Productores de Fonogramas y Videogramas (CAPIF), der argentinischen Landesgruppe der IFPI.

## Singles
| ← 2023 ← | Liste der Nummer-eins-Hits in Argentinien | Liste der Nummer-eins-Hits in Argentinien                      | Liste der Nummer-eins-Hits in Argentinien | 2025 →                    |
| \| Zeitraum \| Wo. ges. \| Interpret \| Titel Autor(en) \| Zusätzliche Informationen \| \| (Zeitraum, Wochen auf Platz eins, Interpret, Titel, Autor[en], zusätzliche Informationen) \| \| \| \| \| \| ----------------------------------------------------------------------------------------- \| -------- \| -------------------------------------------------------------- \| ---------------------------------------------------------------------------------------------------------------------------------------------------------------------------------------------------------------- \| ------------------------- \| \| 13. Oktober 2023 – 11. Januar 2024 13 Wochen (insgesamt 18) \| 18 \| Luck Ra feat. BM \| La morocha Juan Facundo Almenera Ordóñez, Brian Martignone, Gonzalo Ezequiel Fontana, Javier Dario Sanglerman Franza, Renzo Luca Chiumiento \| – \| \| 12. Januar 2024 – 21. März 2024 10 Wochen \| 10 \| Mesita, Nicki Nicole & Tiago PZK feat. Emilia \| Una foto (Remix) María Emilia Mernes Rueda, Nicole Denise Cucco, Tiago Uriel Pacheco Lezcano, Santiago Gabriel Ruiz, Santiago David Messano Cozzano, Rodrigo Molina Odriozola \| – \| \| 22. März 2024 – 28. März 2024 1 Woche \| 1 \| El Turko feat. Mandale Flow \| 30 grados Samir Nazareno Luraschi \| – \| \| 29. März 2024 – 4. April 2024 1 Woche \| 1 \| Salastkbron feat. Diel Paris \| Un besito más Diego Emmanuel Cantoral Rejano, Santiago Yair Massa \| – \| \| 5. April 2024 – 11. April 2024 1 Woche \| 1 \| Tiago PZK feat. Ke Personajes \| Piel Santiago Gabriel Ruiz, Kevyn Mauricio Cruz Moreno, Filly Andrés Lima Maya, Julio Emanuel Noir, Cristian Camilo Ortiz, Tiago Uriel Pcheco Lezcano, Lenin Yorney Palacios Machado, Alejandro Robledo Valencia \| – \| \| 12. April 2024 – 18. April 2024 1 Woche \| 1 \| Tini \| Pa Andrea Elena Mangiamarchi, Mauricio Rengifo, Martina Alejandra Stoessel Muzlera, Andrés Torres Torres \| – \| \| 19. April 2024 – 23. Mai 2024 5 Wochen \| 5 \| Bhavi, Seven Kayne & Milo J feat. Tiago PZK, Khea & Neo Pistea \| Bésame (Remix) Tiago Uriel Pacheco Lezcano, Joaquin Cordovero, Camilo Joaquín Villarruel, Indra Buchmann Tiribelli, Ivo Alfredo Thomas Serue, Patricio Lanfranconi, Sebastián Ezequiel Chinellato \| – \| \| 24. Mai 2024 – 27. Juni 2024 5 Wochen (insgesamt 10) \| 10 \| Los Ángeles Azules y Emilia \| Perdonarte, ¿para qué? Andy Clay Cruz Felipe, María Emilia Mernes Rueda, Jean Richard Torres Araujo, Horacio Palencia Cisneros \| – \| \| 28. Juni 2024 – 11. Juli 2024 2 Wochen \| 2 \| Big One feat. María Becerra & Trueno \| Cuando te ví (Crossover #5) María de los Ángeles Becerra, Mateo Palacios Corazzina, Federico Andrés Giannoni, Daniel Ismael Real, Francisco Xavier Rosero Moreira \| – \| \| 12. Juli 2024 – 15. August 2024 5 Wochen (insgesamt 10) \| 10 \| Los Ángeles Azules y Emilia \| Perdonarte, ¿para qué? Andy Clay Cruz Felipe, María Emilia Mernes Rueda, Jean Richard Torres Araujo, Horacio Palencia Cisneros \| – \| \| 16. August 2024 – 31. Oktober 2024 11 Wochen (insgesamt 16) \| 16 \| Karol G \| Si antes te hubiera conocido Alejandro Ramírez Suarez, Edgar Barrera, Carolina Giraldo Navarro, Andrés Jael Correa Rios \| – \| \| 1. November 2024 – 14. November 2024 2 Wochen \| 2 \| Duki feat. Myke Towers \| Nueva era Mauro Ezequiel Lombardo, Tomás Santos Juan, Federico Yesan Rojas, Michael Anthony Torres Monge \| – \| \| 15. November 2024 – 19. Dezember 2024 5 Wochen (insgesamt 16) \| 16 \| Karol G \| Si antes te hubiera conocido Alejandro Ramírez Suarez, Edgar Barrera, Carolina Giraldo Navarro, Andrés Jael Correa Rios \| – \| \| 20. Dezember 2024 – 9. Januar 2025 3 Wochen (insgesamt 11) \| 11 \| La T y La M feat. Malandro \| Amor de vago Tobias Medrano, Matías Ezequiel Mansilla \| – \| |                                           |                                                                | |                           |
| ← 2023 |                                           |                                                                | | → 2025 →                  |
| Zeitraum | Wo. ges.                                  | Interpret                                                      | Titel Autor(en) | Zusätzliche Informationen |
| (Zeitraum, Wochen auf Platz eins, Interpret, Titel, Autor[en], zusätzliche Informationen) |                                           |                                                                | |                           |
| 13. Oktober 2023 – 11. Januar 2024 13 Wochen (insgesamt 18) | 18                                        | Luck Ra feat. BM                                               | La morocha Juan Facundo Almenera Ordóñez, Brian Martignone, Gonzalo Ezequiel Fontana, Javier Dario Sanglerman Franza, Renzo Luca Chiumiento                                                                      | –                         |
| 12. Januar 2024 – 21. März 2024 10 Wochen | 10                                        | Mesita, Nicki Nicole & Tiago PZK feat. Emilia                  | Una foto (Remix) María Emilia Mernes Rueda, Nicole Denise Cucco, Tiago Uriel Pacheco Lezcano, Santiago Gabriel Ruiz, Santiago David Messano Cozzano, Rodrigo Molina Odriozola                                    | –                         |
| 22. März 2024 – 28. März 2024 1 Woche | 1                                         | El Turko feat. Mandale Flow                                    | 30 grados Samir Nazareno Luraschi | –                         |
| 29. März 2024 – 4. April 2024 1 Woche | 1                                         | Salastkbron feat. Diel Paris                                   | Un besito más Diego Emmanuel Cantoral Rejano, Santiago Yair Massa | –                         |
| 5. April 2024 – 11. April 2024 1 Woche | 1                                         | Tiago PZK feat. Ke Personajes                                  | Piel Santiago Gabriel Ruiz, Kevyn Mauricio Cruz Moreno, Filly Andrés Lima Maya, Julio Emanuel Noir, Cristian Camilo Ortiz, Tiago Uriel Pcheco Lezcano, Lenin Yorney Palacios Machado, Alejandro Robledo Valencia | –                         |
| 12. April 2024 – 18. April 2024 1 Woche | 1                                         | Tini                                                           | Pa Andrea Elena Mangiamarchi, Mauricio Rengifo, Martina Alejandra Stoessel Muzlera, Andrés Torres Torres | –                         |
| 19. April 2024 – 23. Mai 2024 5 Wochen | 5                                         | Bhavi, Seven Kayne & Milo J feat. Tiago PZK, Khea & Neo Pistea | Bésame (Remix) Tiago Uriel Pacheco Lezcano, Joaquin Cordovero, Camilo Joaquín Villarruel, Indra Buchmann Tiribelli, Ivo Alfredo Thomas Serue, Patricio Lanfranconi, Sebastián Ezequiel Chinellato                | –                         |
| 24. Mai 2024 – 27. Juni 2024 5 Wochen (insgesamt 10) | 10                                        | Los Ángeles Azules y Emilia                                    | Perdonarte, ¿para qué? Andy Clay Cruz Felipe, María Emilia Mernes Rueda, Jean Richard Torres Araujo, Horacio Palencia Cisneros                                                                                   | –                         |
| 28. Juni 2024 – 11. Juli 2024 2 Wochen | 2                                         | Big One feat. María Becerra & Trueno                           | Cuando te ví (Crossover #5) María de los Ángeles Becerra, Mateo Palacios Corazzina, Federico Andrés Giannoni, Daniel Ismael Real, Francisco Xavier Rosero Moreira                                                | –                         |
| 12. Juli 2024 – 15. August 2024 5 Wochen (insgesamt 10) | 10                                        | Los Ángeles Azules y Emilia                                    | Perdonarte, ¿para qué? Andy Clay Cruz Felipe, María Emilia Mernes Rueda, Jean Richard Torres Araujo, Horacio Palencia Cisneros                                                                                   | –                         |
| 16. August 2024 – 31. Oktober 2024 11 Wochen (insgesamt 16) | 16                                        | Karol G                                                        | Si antes te hubiera conocido Alejandro Ramírez Suarez, Edgar Barrera, Carolina Giraldo Navarro, Andrés Jael Correa Rios                                                                                          | –                         |
| 1. November 2024 – 14. November 2024 2 Wochen | 2                                         | Duki feat. Myke Towers                                         | Nueva era Mauro Ezequiel Lombardo, Tomás Santos Juan, Federico Yesan Rojas, Michael Anthony Torres Monge | –                         |
| 15. November 2024 – 19. Dezember 2024 5 Wochen (insgesamt 16) | 16                                        | Karol G                                                        | Si antes te hubiera conocido Alejandro Ramírez Suarez, Edgar Barrera, Carolina Giraldo Navarro, Andrés Jael Correa Rios                                                                                          | –                         |
| 20. Dezember 2024 – 9. Januar 2025 3 Wochen (insgesamt 11) | 11                                        | La T y La M feat. Malandro                                     | Amor de vago Tobias Medrano, Matías Ezequiel Mansilla | –                         |